# Seznam jamajških nogometašev
Seznam jamajških nogometašev.

## A
- Nicholas Addlery
- Winston Anglin

## B
- Ramon Bailey
- Warren Barrett
- Trevor Benjamin
- Teafore Bennett
- Narada Bernard
- Noel Blake
- Walter Boyd
- Omar Brissett
- Gary Brooks
- Durrant Brown
- Everton Bunsie
- Deon Burton
- Hubert Busby mlajši
- Altimont Butler
- Darren Byfield

## C
- Jamal Campbell-Ryce
- Peter Cargill
- Cornel Chin-Sue
- Anthony Corbett
- Omar Cummings
- Jeff Cunningham

## D
- Omar Daley
- Claude Davis
- Fabian Davis
- Chris Dawes
- Fabian Dawkins
- Stephen deRoux
- Lindy Delapenha
- Linval Dixon
- Craig Dobson

## E
- Robbie Earle
- Jason Euell

## F
- Damien Francis
- Francino Francis
- Sean Fraser
- Ricardo Fuller

## G
- Ricardo Gardner
- Marcus Gayle
- Barrington Gaynor
- Ian Goodison
- Joel Grant

## H
- Wolde Harris
- Barry Hayles
- Gil Heron
- Jermaine Hue
- Micah Hyde

## I
- Peter Isaacs

## J
- Jermaine Johnson

## K
- Keith Kelly
- Marlon King
- Nathan Koo-Boothe

## L
- Richard Langley
- Jamie Lawrence
- Kevin Lisbie
- Onandi Lowe

## M
- Jobi McAnuff
- Danny Maddix
- Stephen Malcolm
- Dwight Marshall
- Tyrone Marshall
- Marco McDonald
- Gregory Messam
- Machel Millwood
- Darren Moore

## N
- Gerald Neil

## P
- Demar Phillips
- Darryl Powell

## R
- Damani Ralph
- Garfield Reid
- Dane Richards
- Donovan Ricketts

## S
- Ricky Sappleton
- Shawn Sawyers
- Robert Scarlett
- Dean Sewell
- Luton Shelton
- Gregory Simmonds
- Fitzroy Simpson
- Frank Sinclair
- Khari Stephenson
- Newton Sterling
- Damion Stewart
- Leon Strickland

## T
- Fabian Taylor
- Shavar Thomas

## V
- Xavean Virgo

## W
- Keith Walwyn
- Clifton Waugh
- Theodore Whitmore
- Hector Wright

## Z
- Craig Ziadie